# South Bay Ingonish
South Bay Ingonish (do 2 listopada 1937 South Bay) – zatoka (ang. bay) w kanadyjskiej prowincji Nowa Szkocja, w hrabstwie Victoria, na południe od zatoki Aspy Bay; nazwa South Bay urzędowo zatwierdzona 21 kwietnia 1936.